# 古川哲夫
古川 哲夫（ふるかわ てつお、1937年 - ）は、日本の経済学者。駿河台大学経済学部名誉教授。現代日本経済研究。

## 略歴
神奈川県横浜市出身。一橋大学経済学部を卒業。野村証券、野村総合研究所設立で同研究所に異動後経済社会研究室室長を経て駿河台大学経済学部教授に就任。退官後は同大学経済研究所客員研究員を務める。

## 主な著作
- 入門経済記事の読み方　日本実業出版社　1975年
  - 他に1978年、1982年、1986年 - 1989年、1996年度版あり。
- 日本経済の強さと弱さの研究　東洋経済新報社　1981年
- 日本の近未来衝撃　現代史出版会　1982年
- 経済用語1000辞典（共著）　日本実業出版社　1982年
- 経済指標10の読み方・活かし方　PHP研究所　1983年
- 円相場・ドル相場の知識と読み方　日本実業出版社　1987年
- 国際化時代の日本経済論　中央経済社　1988年
- データ予測 ’90年日本の経済　　日本実業出版社　1989年
- 景気の本　ごま書房　1992年
- バブルの研究　ごま書房　1993年
- やさしい景気診断法　PHP研究所　1995年
- 台所からのぞいた 日本版金融ビッグバン早わかり集　ごま書房　1997年
- 国際金融用語辞典（共著）　BSIエデュケーション　2000年、2007年